# アカキ・キボルザリゼ
アカキ・キボルザリゼ（Akaki Kibordzalidze、1963年8月17日 - 2001年）は、旧ソビエト連邦の柔道選手。グルジア出身。階級は95kg超級。

## 人物
1981年のヨーロッパジュニア95kg超級で優勝を飾った。1983年から1988年までソ連国際では無差別を含めて計6回の優勝を果たした。しかし、オリンピックには結果として出場できなかった。1989年の世界選手権無差別では決勝まで進むも、小川直也に上四方固で敗れた。
息子のグガ・キボルザリゼは2014年の世界ジュニア100kg超級で2位になった。

## 主な戦績
(階級表記のない大会は全て95kg超級での成績)
- 1981年 - ヨーロッパジュニア　優勝
- 1983年 - ソ連国際　優勝
- 1984年 - ルーマニア国際　2位
- 1985年 - ソ連国際　優勝
- 1986年 - ソ連国際　無差別　優勝
- 1987年 - 東ドイツ国際　優勝
- 1987年 - ヨーロッパ選手権　3位
- 1987年 - ソ連国際　95kg超級　優勝　無差別　優勝
- 1987年 - 韓国国際　優勝
- 1988年 - ヨーロッパ選手権　無差別　2位
- 1988年 - ソ連国際　優勝
- 1989年 - 世界選手権　無差別　2位